# Josep Peñuelas
Josep Peñuelas Reixach (Vic, 1958) es un ecólogo e investigador catalán internacionalmente reconocido por sus aportaciones en los campos de la Ecología y del medio ambiente Fue alumno de Ramón Margalef.
Su investigación en el campo de la ecología global requiere de altos niveles de interdisciplinariedad: ecología global, cambio global, cambio climático, contaminación, atmósfera-biosfera, Compuestos orgánicos volátiles biogénicos, teledetección, ecofisiología vegetal, funcionamiento y estructura de plantas y ecosistemas terrestres, ecología química, ecometabolómica, ecología microbiana, macroecología y ecología evolutiva, biogeoquímica con atención especial al fósforo, la sostenibilidad ambiental, la seguridad alimentaria y la salud global.
Incluido en la lista Highly Cited Researchers de Thomson Reuters en ecología y medio ambiente, ciencias vegetales y animales, ciencias agrícolas, geociencias y en todos los campos de la ciencia.

## Premios y distinciones
Ha recibido diversas distinciones, tanto nacionales como internacionales (Comte de Barcelona 1990; NASA 1993; Japanese Ministry of Science 1998; Medi Ambient Institut d'Estudis Catalans-Caixa Sabadell 2008; Premi Nacional de Recerca de Catalunya 2010; Insignia de plata del Institut d'Estudis Catalans 2014; Premio Rey Jaime I 2015; Dr. Honoris Causa por la Estonian University of Life Sciences, Tartu, Estonia (2016); Premio Ramon Margalef de Ecología de la Generalidad de Cataluña, en 2016; hijo adoptivo de Figueres, 2016; Presidente del jurado de los premios Nature de tutoría científica 2017; Mención Especial en los Premios Ciutat de Barcelona en la categoría de Ciencias de la Tierra y del Medio Ambiente 2017; Científico distinguido por la Chinese Academy of Sciences 2018 y 2022; Marsh Award for Climate Change Research Prize por la British Ecological Society 2018; IV Premio Ramon Muntaner a la excelencia 2018; Premio Ciutat de Barcelona en la categoría Ciencias de la Tierra y del Medio Ambiente 2018; Colegiado de Honor del Col•legi de Biòlegs de Catalunya 2019; nominado entre los cuatrocientos científicos más influyentes en todos los campos y entre los diez científicos más influyentes en ciencias ecológicas y ambientales (Meta-Research Innovation Center at Stanford - METRICS) 2019; elegido Miembro de la American Geophysical Union 2020 por sus excepcionales contribuciones en las ciencias de la Tierra y el espacio; su proyecto Imbalance-P elegido entre los 15 ejemplos destacados de cómo los investigadores del ERC han transformado realmente la ciencia (entre más de 10,000 beneficiarios del ERC); ocupa el puesto 56 entre todos los investigadores en España y españoles en el extranjero según el último Ranking Webometrics; reconocido por Expertscape como Experto Mundial en Procesos Climáticos 2021; ecólogo más productivo del mundo según GlobalauthorID 2021 ranking; 1a posición en el ranking de los principales científicos en ecología y evolución de España (Research.com) 2022; científico Highly cited en ecología/medio ambiente, ciencias vegetales y animales, ciencias agrícolas, geociencias y en todos los campos científicos del ISI essential science indicators (desde 2016),entre muchos otros). Ha sido presidente de la Institució Catalana d'Història Natural (ICHN), asesor del Consell Assessor per al Desenvolupament Sostenible (CADS) de la Generalidad de Cataluña, miembro del Grup d’expertes i experts per l’emergència climàtica (GEC) (Ajuntament de Barcelona) (desde el 2021) y del Grupo de Expertos en Cambio Climático en Cataluña (GECCC) (desde 2009).